# Ponticola kessleri
Ponticola kessleri là một loài cá bống bản địa châu Âu, sinh sống ở vùng Pontus-Caspi. Nó cư ngụ ở môi trường nước ngọt và nước lợ, với độ mặn từ 0-0,5‰ đến 1,5-3,0‰.